# 塩田晋
塩田 晋（しおた すすむ、1926年（大正15年）2月27日 - 2005年（平成17年）12月11日）は、日本の政治家。元衆議院議員（通算5期）。労働問題をはじめ、残留孤児問題や北朝鮮による日本人拉致問題、また憲法調査会の設立や、国旗国歌法、昭和の日推進など党派を拘らず取り組んだ。衆議院災害対策特別委員長として阪神・淡路大震災の被災地復興にも力を尽くした。

## 概要
兵庫県印南郡志方町（現・加古川市志方町）出身。1979年9月、衆議院議員初当選。以来、連続3選。1996年10月、衆議院議員に返り咲き、以来連続2選。2003年（平成15年）10月、衆議院解散に伴い、政界引退。

## 略歴

### 学歴
志方小学校、加古川中学（現在の兵庫県立加古川東高等学校）、高等商船学校（清水）、神戸高等商業学校を経て、京都大学経済学部を卒業。作詞家の星野哲郎と清水高等商船学校の同期。

### 職歴
- 1950年（昭和25年）
  - 労働省入省。
  - 同省課長、労働大臣秘書官、公共企業体等労働委員会（公労委）事務局次長などを歴任し退官。

### 政歴
- 1979年（昭和54年）
  - 10月7日 - 第35回衆議院議員総選挙に旧兵庫3区から民社党公認で出馬。初当選。（以来、連続3回当選）
  - 衆議院では物価対策特別委員会理事、社会労働委員会理事など、民社党においては政策審議副会長などを務めた。
- 1986年（昭和61年）
  - 7月6日 - 第38回衆議院議員総選挙で、落選。（以来、連続3回落選）
- 1996年（平成8年）
  - 10月20日 - 第41回衆議院議員総選挙に新進党公認（兵庫10区）で出馬。4選。10年ぶりに国政に返り咲いた。新進党では、「明日の内閣」の労働・雇用政策大臣などを務めた。
- 1997年（平成9年）
  - 9月29日 - 衆議院災害対策特別委員長を務める。
- 1998年（平成10年）
  - 1月6日 - 自由党結成。その後、自由党においては常任幹事、代議士会長や兵庫県連会長などを務めた。
  - 7月27日 - 衆議院安全保障委員長を務める。
- 2000年（平成12年）
  - 6月25日 - 第42回衆議院議員総選挙に自由党公認（兵庫10区）として出馬、小選挙区では落選するも、比例で復活当選。
  - 7月5日 - 衆議院憲法調査会幹事を務める。
- 2001年 (平成13年)
  - 9月27日 - 衆議院懲罰委員長を務める。
- 2002年（平成14年）
  - 4月25日 - 呼びかけ人として西村眞悟議員らと共に北朝鮮に拉致された日本人を早期に救出するために行動する議員連盟の設立に参加、副会長を務める。
- 2003年（平成15年）
  - 4月29日 - 勲二等瑞宝章を受章する。
  - 9月26日 - 自由党と民主党との「民由合併」。
  - 10月28日 - 第42回衆議院議員総選挙（11月9日実施）に不出馬。事実上、政界引退となる。
- 2004年（平成16年）
  - 6月24日 - 第20回参議院議員通常選挙において、理念・政策の不一致から民主党を支持しないことを表明し、離党。党派を越えた個別の支援をする。
- 2005年（平成17年）
  - 12月11日 - 癌性腹膜炎のため死去した。79歳没。死没日付をもって従四位に叙された[1]。

## 著作
- 『雇用理論と実際の知識』新光出版、1976年（昭和51年）
- 『就職から離職までの法制』新光出版、1979年（昭和54年）